# Різнозуба акула галапагоська
Різнозуба акула галапагоська (Heterodontus quoyi) — акула з роду Різнозуба акула родини Різнозубі акули. Інші назви «галапагоська рогата акула», «галапагоська бичача акула».

## Опис
Загальна довжина досягає 1,07 м. Голова велика. Морда затуплена. Очі помірно великі, овальні, без мигательної перетинки. Має маленькі бюризкальця. Надбрівні дуги («роги») над очима низькі, з плавними формами. Ніздрі невеличкі. Губні борозни є в кутах рота. Рот знаходяться в кінці морди. Зуби в центрі щелеп дрібні, з багатьма верхівками, з яких центральна є високою, бокові — маленькі. З боків щелеп зуби довгі, пласкі, з закругленими гранями. У неї 5 пар помірно довгих зябрових щілин. Тулуб циліндричний. Грудні плавці великі. Має 2 високих спинних плавця з шипами. Передній спинний плавець розташовано позаду грудних плавців, задні — між черевними і анальним плавцями. Черевні плавці великі, поступаються грудним. Анальний плавець сильно зсунуто до хвостового плавця. Хвостовий плавець з широко витягнутою верхньою лопатю і короткою нижньою лопатю.
Забарвлення спини і боків світло-коричневе або сіре з великими чорними плямами, які більше у діаметрі половини ока. Між надбровними дугами відсутня поперечня смуга, яка характерна для інших представників цього роду. Черево світле.

## Спосіб життя
Тримається на глибинах від 3 до 40 м, континентальному шельфі. Воліє до скелястого та кам'янистого дна з піщаним ґрунтом, що рясно поросли водяною рослинністю. Доволі млява і повільна акула. Активна вночі, вдень відпочиває у природних укриттях (печерах, під камінням, в ущелинах). Полює біля дна, є бентофагом. Живиться переважно молюсками та голкошкірими, а також дрібною рибою.
Це яйцекладна акула. Натепер невідомі кількість відклалаємих яєць та інкубаційний період. Народжені акуленята становлять 17 см.
Не є об'єктом промислового вилову. Часто ловить для тримання в акваріуамах, оскільки добре переносить неволю.

## Розповсюдження
Мешкає у східній частині Тихого океану: мешкає в акваторії Галапагоських островів (Еквадор) та уздовж узбережжя Перу.